# Eurylochos
Eurylochos, gr. Εὐρύλοχος – postać w mitologii greckiej, towarzysz Odyseusza i mąż jego siostry, Ktimene.
Podczas pobytu na wyspie Kirke został wyznaczony przez los do udania się na zwiady. Nie wchodząc do pałacu czarodziejki ujrzał, jak jego współtowarzysze zamieniani są w wieprze i pospieszył donieść o tym Odyseuszowi. W późniejszym etapie podróży to właśnie on namówił pozostałych członków załogi do świętokradczego zjedzenia jałówek ze stada poświęconego Heliosowi, za co z woli boga poniósł wraz z innymi śmierć.